# Massignano
Massignano ist eine italienische Gemeinde (comune) mit 1591 Einwohnern (Stand 31. Dezember 2023) in der Provinz Ascoli Piceno in den Marken. Die Gemeinde liegt etwa 24 Kilometer nordöstlich von Ascoli Piceno und grenzt unmittelbar an die Provinz Fermo. Massignano liegt direkt an der Adriaküste.

## Gemeindepartnerschaft
Massignano unterhält eine Partnerschaft mit dem bayerischen Markt Pfaffenhausen (Deutschland).

## Verkehr
Durch die Gemeinde entlang der Küste verlaufen die Autostrada A14 und die Strada Statale 16 Adriatica.